# Produktivitetsparadoxen
Produktivitetsparadoxen är ett ekonomiskt problem som innebär att då ny teknologi introducerats under 1980- och 1990-talet har produktiviteten gått ner, istället för att gå upp vilket vore det logiska vid introduktion av ny och mer effektiv teknik. Ett svar på denna paradox har tagits fram av en svensk professor i ekonomisk historia, Lennart Schön. Han hävdar att detta är historiskt belagt, då 1980- och 1990-talet var en introduktionsfas till den nya teknologin, medan de kommande årtiondena, 2000- och 2010-talet, kommer att vara en tillvänjningsfas, och att produktiviteten och tillväxten därför kommer att öka under de kommande tjugo åren.